# Haingeraide

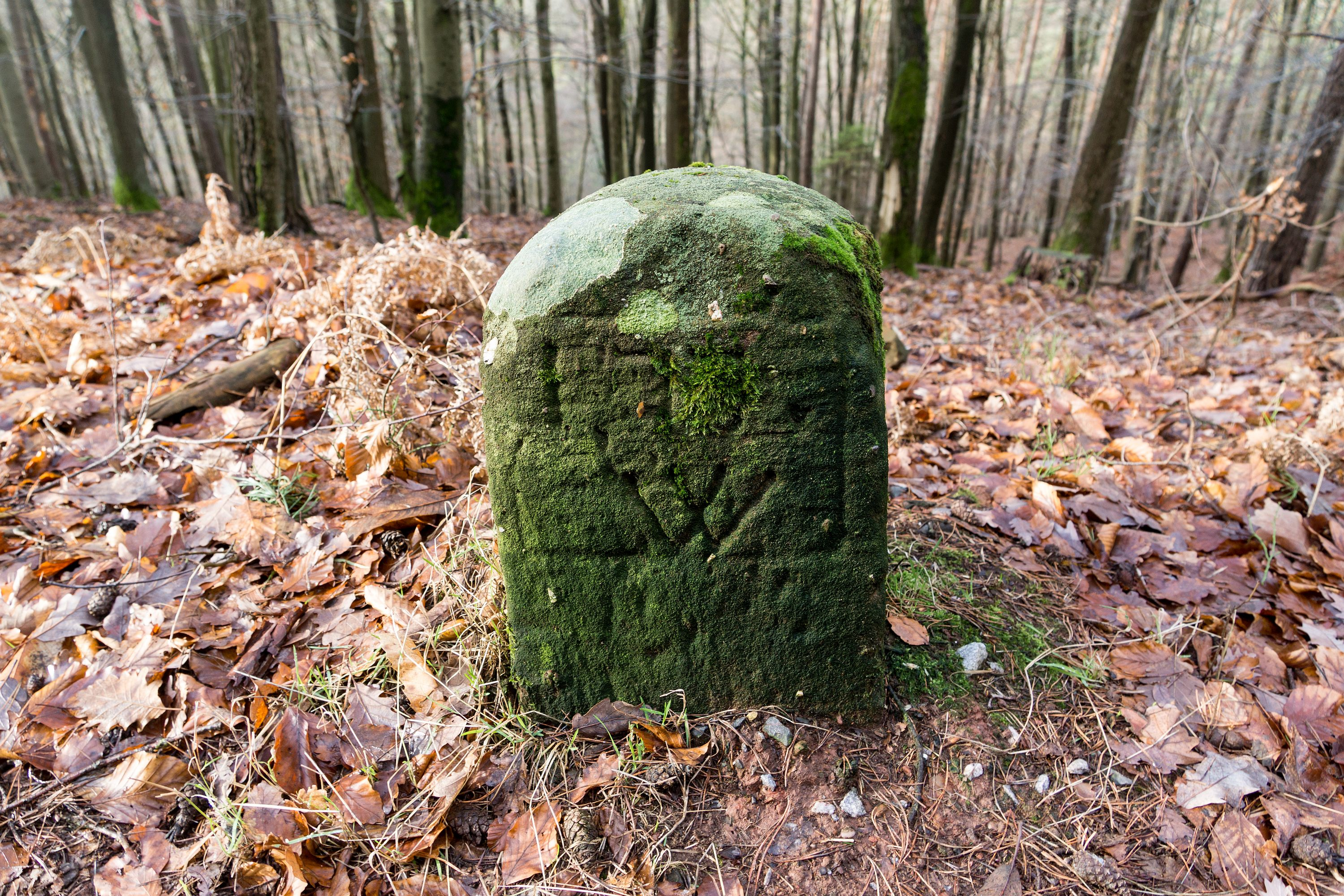
Grenzstein im Wollmesheimer Wald, Rothenburger Geraide

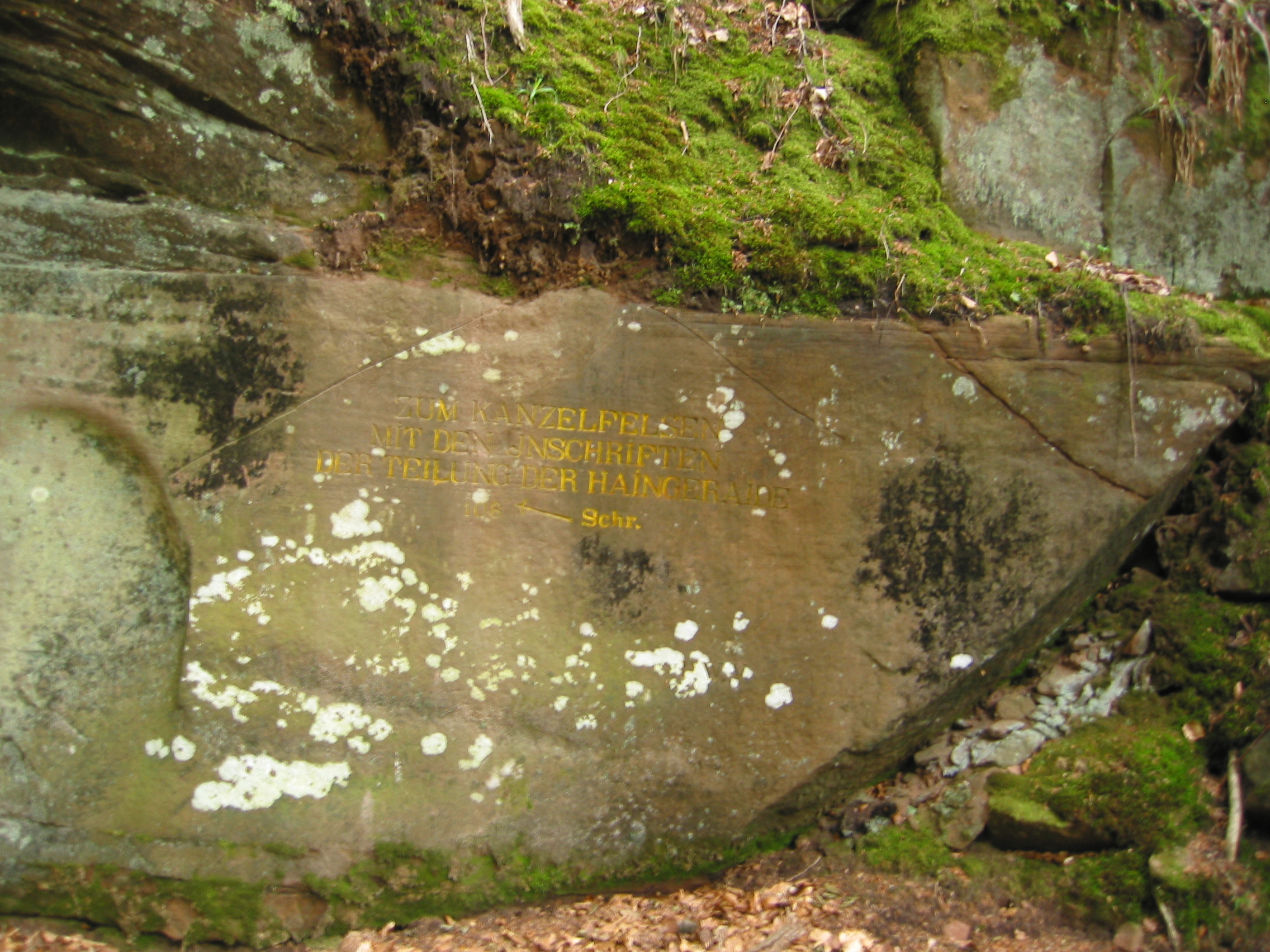
Ritterstein im Pfälzerwald in Reminiszenz an die Teilung der Haingeraide

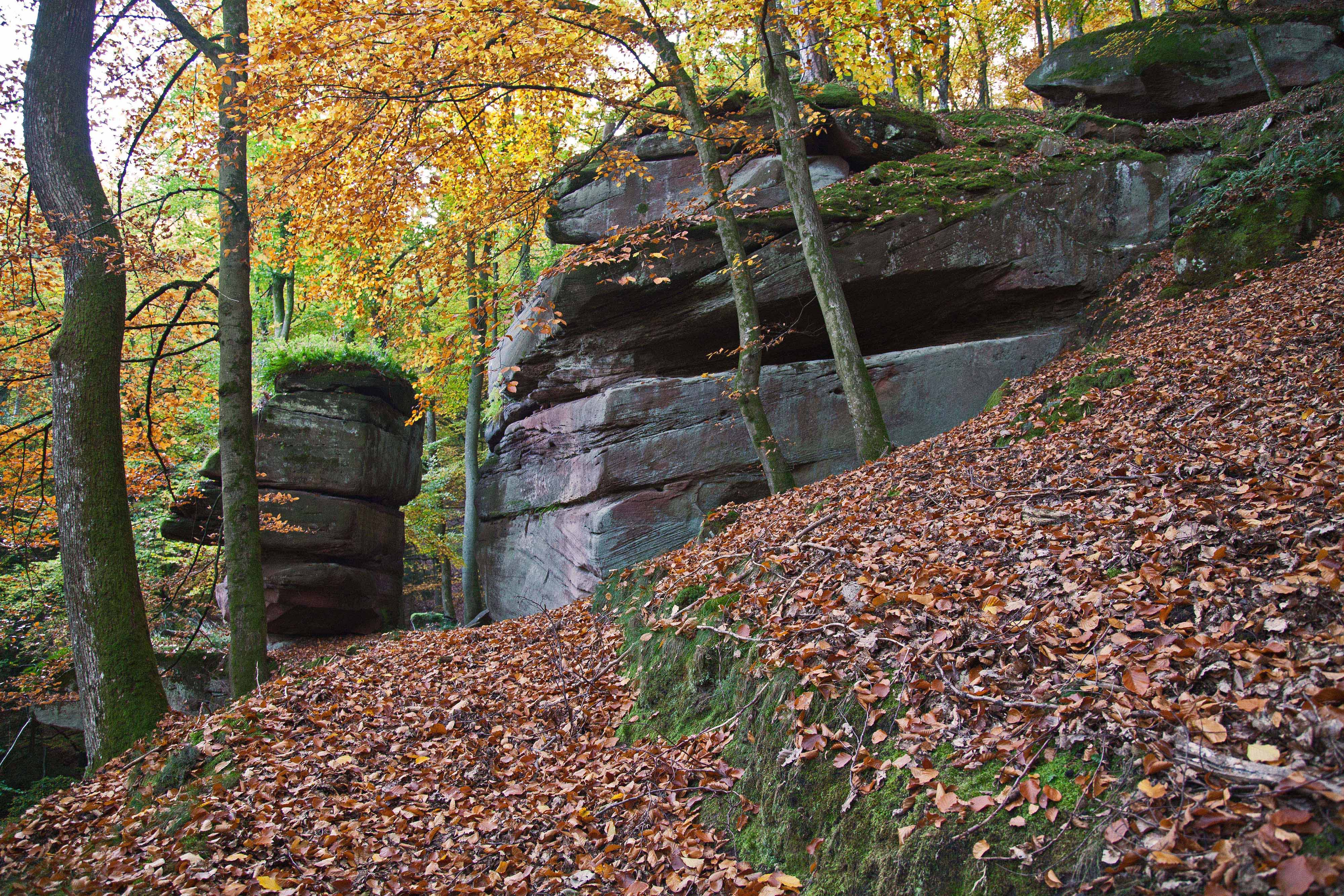
Denkmal zur Teilung der fünften Haingeraide

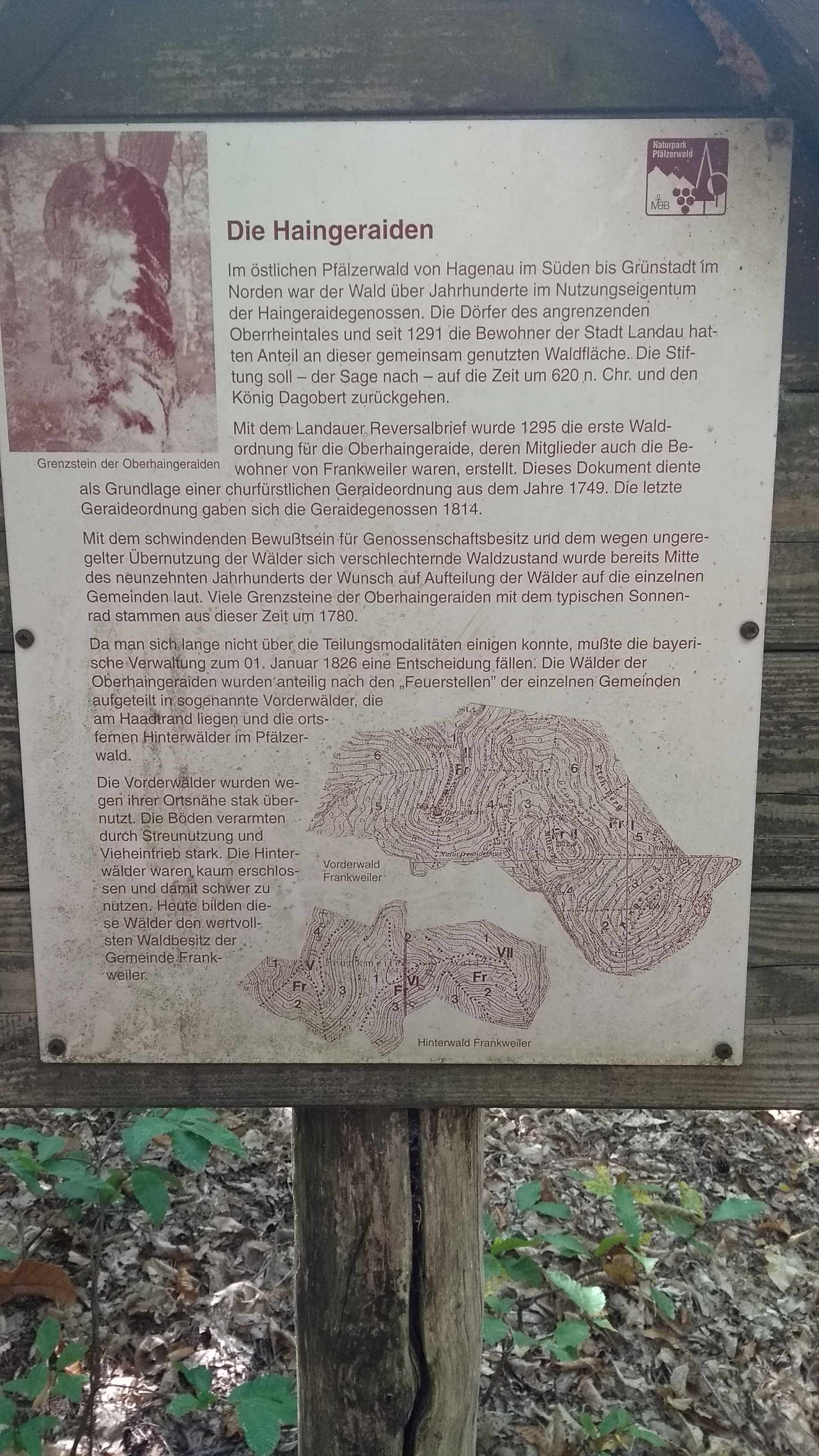
Infotafel 'Haingeraiden' im Wald von Frankweiler

Haingeraide (auch: Heingereide, Heimgereide und andere leicht abweichende Schreibweisen) waren genossenschaftlich organisierte bäuerliche Verbände, die im Mittelalter und in der Frühen Neuzeit gemeinsamen Wald nutzten, ähnlich einer Allmende, und die dafür eine eigene Gerichtsbarkeit besaßen.

## Verbreitung
Haingeraiden gab es im Gebiet des Oberrheins, an dessen linkem Ufer an den Abhängen der Vogesen und der Haardt, insgesamt 16. Die südlichste war die Wanzenau in der Nähe von Straßburg, die nördlichste lag in der Pfalz im Bereich von Bad Dürkheim. Im Einzelnen waren das:
1. Wanzenau
2. Brumather Wald
3. Hagenauer Forst
4. Weißenburger Mundat (daran waren 21 Gemeinden beteiligt)
5. Bergzaberner Geraide
6. Rothenburger Geraide (Eschbach, Leinsweiler und Ilbesheim)[Anm. 1]
7. Ober- oder Erste Haingeraide (Landau, Nußdorf, Godramstein, Siebeldingen, Birkweiler, Albersweiler, St. Johann, Frankweiler, Queichhambach, Gräfenhausen, Gossersweiler)
8. Zweite Haingeraide (Burrweiler, Flemlingen, Gleisweiler, Böchingen, Walsheim, Roschbach, Dernbach, Ramberg)
9. Dritte Haingeraide (Edesheim, Rhodt, Hainfeld, Weyher)
10. Vierte Haingeraide (Edenkoben, Venningen, Altdorf, Böbingen, Gommersheim)
11. Fünfte Haingeraide (Maikammer, Kirrweiler, Diedesfeld, St. Martin)
12. Erste Hartgeraide (Hambach, Lachen)
13. Zweite Hartgeraide (Neustadt, Winzingen, Haardt)
14. Dritte Hartgeraide (Deidesheim, Mußbach, Lobloch, Gimmeldingen)
15. Vierte Hartgeraide (Wachenheim und andere)
16. Fünfte Hartgeraide (Dürkheim, Freinsheim, Lambsheim)

## Geschichte

### Legendäre Ursprünge
Nach der Gründungslegende soll der austrasische König Dagobert I. (um † 639) nach Rettung aus Todesgefahr den Bauern die Waldungen durch Testament vermacht haben. Verfestigt wurde die Legende durch eine Schrift des Chronisten Jakob Beyrlin aus der Zeit um 1600, die in der Form eines Weistums die Rechte der Gereidgenossen aufführte. Diese betrachteten die Legende als verschriftlichte Form ihrer Ansprüche. Dabei handelte es sich im Wesentlichen um handschriftlich gefertigte Kopien, aber auch im Druck soll die Schrift im 18. Jahrhundert unter dem Titel Jacobi Beyerlins Klein Frankreichs Beschreibung bei Georg Paul Hoof in Hanhofen bei Speyer erschienen sein.
Eine erste Deutung außerhalb dieser Legende war romantisch und germanentümelnd: Aufgrund der altertümlichen klingenden Bezeichnung wurde diese als „Gericht im Hain“ gedeutet und von Georg Ludwig von Maurer gar zum „Musterbeispiel der altgermanischen Markgenossenschaft“ stilisiert. Die Bezeichnung leitet sich allerdings nicht von „Hain“ (Wald) ab, sondern von „Heim“, also von der dörflichen Siedlung.

### Fakten
Es gibt keine zeitgenössischen Nachweise der Einrichtung vor der Mitte des 13. Jahrhunderts. Die Gerichte, die über die Marknutzung entschieden, tagten in den zugehörigen Dörfern. Eine Forstwirtschaft im modernen Sinn betrieben die Haingeraiden nicht. Sie nutzten einfach den vorhandenen Wald – und das nicht immer nachhaltig. Bei erhöhtem Bevölkerungsdruck wurden Teile der Fläche im 18. Jahrhundert auch landwirtschaftlich genutzt.
Als das linksrheinische Ufer des Rheins 1792 an das revolutionäre Frankreich fiel, schaffte die neue Verwaltung – gegen zähen Widerstand der Bauern – die Haingeraiden stufenweise ab, versuchte alle noch vorhandenen Exemplare der Schrift von Jacob Beyrlin einzuziehen und eine nachhaltige, moderne Forstwirtschaft einzuführen. In einem ersten Schritt wurde der Gereid-Schultheiß – zuvor von den Gereidgenossen gewählt – nun vom Staat (mit dem Titel „Präsident“) eingesetzt. Ab dem 10. März 1802 wurde der Wald unter staatliche Verwaltung gestellt, wenn auch die Nutzungsrechte der Haingeraiden zunächst erhalten blieben. Auch soweit die entsprechenden Gebiete nach einer Reihe von Zwischenschritten und dann 1816 endgültig an das Königreich Bayern gelangten, verfolgten sowohl die Zwischenadministrationen als auch die bayerische Regierung weiter eine moderne Forstpolitik und verhinderten die seitens der Bauern gewünschte Wiedereinführung der Haingeraiden.

## Wissenswert
In der Wormser Mauerbauordnung, einem Dokument von der Wende des 10. zum 11. Jahrhundert, das allerdings nur in sehr viel späteren Abschriften überliefert ist, findet sich eine Passage, in der von urbani qui Heimgereiden vocantur die Rede ist. Nach einhelliger Ansicht der Forschung handelt es sich dabei aber um eine nachträgliche Änderung beim Abschreiben. Vermutet wird, dass dort ein dem Kopisten unverständlicher, hochmittelalterlicher Begriff stand, den er durch einen ihm passend scheinenden zeitgenössischen – „Heimgereiden“ – ersetzte.